# EC Bad Nauheim
EC Bad Nauheim (w skrócie ECBN) – niemiecki klub hokeja na lodzie z siedzibą w Bad Nauheim.

## Dotychczasowe nazwy
- VfL Bad Nauheim (1946–1982)
- EC Bad Nauheim (1981–2004)
- Rote Teufel Bad Nauheim (2004–2006)
- EC Rote Teufel Bad Nauheim (2006–2013)
- EC Bad Nauheim (2013–)

## Sukcesy
- Srebrny medal Bundesligi Niemiec Zachodnich: 1948
- Złoty medal 2. Bundesligi: 1959
- Złoty medal Oberligi: 1984, 2013
- Złoty medal mistrzostw Niemiec juniorów: 2013